# Bạc phu nhân
Bạc phu nhân (chữ Hán: 薄夫人, ? - 155 TCN), thường gọi là Bạc Cơ (薄姬), là một phi tần của Hán Cao Tổ Lưu Bang, Hoàng đế sáng lập ra nhà Hán, mẹ sinh của Hán Văn Đế Lưu Hằng.
Trước khi làm tần phi của Lưu Bang, bà là một thiếp thất của Ngụy vương Báo. Sau khi con trai Hán Văn Đế lên ngôi, bà trở thành Hoàng thái hậu. Sau khi cháu nội Hán Cảnh Đế lên ngôi, bà trở thành Thái hoàng thái hậu, là Thái hoàng thái hậu đầu tiên của nhà Hán và trong lịch sử Trung Quốc.

## Tiểu sử
Cha của Bạc thị là người đất Ngô huyện, quận Cối Kê, mẹ là Ngụy Ổn (魏媼), họ hàng tông thất Ngụy vương. Cha bà Bạc Công mất sớm, mai táng ở Sơn Âm.
Khi Trần Thắng khởi nghĩa chống nhà Tần, các chư hầu tự lập để hưởng ứng, trong đó có nước Ngụy. Bạc thị được mẹ đưa vào cung hầu hạ Ngụy Báo (魏豹), từ đó được gọi là Bạc Cơ. Trong số thê thiếp của Ngụy Báo, Bạc Cơ xinh đẹp nhất nên nhanh chóng trở thành ái thiếp của ông. Sau, Ngụy Báo chết, bà được Hán vương Lưu Bang đưa về hậu cung.
Về sau khi Hán vương xưng Hoàng đế, tức Hán Cao Tổ, bà ở lại Trường An cùng Hán Cao Tổ. Tuy là có nhan sắc, nhưng Bạc Cơ không có được ân sủng lắm. Cùng nhập cung với bà có Quản phu nhân và Triệu Tử Nhi, từng ước hẹn ai có sủng hạnh thì sẽ không quên những người còn lại. Thế nhưng, cả Quản thị và Triệu thị đều được sủng hạnh trước, bỏ mặc Bạc Cơ.
Hán Cao Tổ năm thứ 4 (203 TCN), Hán Cao Tổ ngồi ở Cao Linh đài (皋灵台) tại Hà Nam thành cung, có Quản phu nhân cùng Triệu thị bầu bạn. Đương khi đó cả hai đang gièm giễu việc ước hẹn với Bạc Cơ năm xưa, Hán Cao Tổ nghe thế bèn hỏi, cảm thấy thương xót Bạc Cơ nên tối đó cho triệu hạnh bà. Đêm đó, Bạc Cơ nhỏ to với Hán Cao Tổ rằng:"Đêm trước, thiếp thân mơ thấy có một con thương long (苍龙; rồng xanh) ở trên bụng". Cao Tổ cao hứng nói:"Đây là điềm lành!". Đêm đó sau khi lâm hạnh, Bạc Cơ mang thai và sinh ra Lưu Hằng, hoàng tử thứ 4 trong số các hoàng tử của Hán Cao Tổ.

## Đại Vương thái hậu
Năm Hán Cao Tổ thứ 11 (196 TCN), khi Lưu Hằng được 7 tuổi, Hán Cao Tổ phong làm Đại vương (代王). Từ đây về sau Bạc Cơ không thường nhận ân sủng, mà chỉ hiền lành yên phận, chuyên tâm chăm sóc con nên không bị Lã hậu đố kị.
Năm Hán Cao Tổ thứ 12 (195 TCN), Hán Cao Tổ băng hà, anh khác mẹ của Lưu Hằng là Thái tử Lưu Doanh lên ngôi, tức là Hán Huệ Đế, Lã hậu trở thành Hoàng thái hậu, nắm mọi quyền hành trong tay hơn cả Hoàng đế. Khi Cao Tổ hoàng đế còn sống, ông đặc biệt sủng ái Thích phu nhân nên Lã thái hậu căm hận mẹ con Thích phu nhân và Triệu vương Lưu Như Ý. Năm 194 TCN, Thích phu nhân bị Lã hậu ra lệnh giết rất tàn bạo. Sau đó Lã hậu còn bức hại nhiều hoàng tử con của Cao Tổ như Lưu Như Ý, Lưu Hiển, Lưu Khôi.
Bạc cơ vì muốn né tránh những mâu thuẫn nên cầu xin Lã hậu cho đi Đại Quốc với con, vốn là đất phong của Lưu Hằng. Lã hậu thấy Bạc cơ chưa từng làm mất lòng nên cho phép bà rời đi. Lúc này nước Đại còn rất hoang sơ, nhưng Đại vương Lưu Hằng vẫn trị vì tốt, còn Bạc Cơ trở thành Đại Vương thái hậu (代王太后), đi theo còn có em trai bà là Bạc Chiêu (薄昭).

## Hưởng phúc
Năm Hán Cao hậu thứ 8 (180 TCN), Lã thái hậu băng hà. Sau khi Thái hậu qua đời, Đại Hán đi vào một sự hỗn loạn gọi là Loạn chư Lã. Loạn chư Lã kết thúc, các đại thần quyết chí không lập những người có liên hệ với họ Lã, cũng như không thể chọn người có mẹ gia thế mạnh. Trong số những người con còn sống của Hán Cao Tổ thì Lưu Hằng lớn tuổi nhất nên các đại thần tìm cách đến nước Đại để mời Lưu Hằng về Trường An. Sau khi bẩm báo Bạc Thái hậu, Lưu Hằng nhận lời trở về cùng mẹ.
Năm đó, Lưu Hằng lên ngôi hoàng đế, tức Hán Văn Đế, Bạc cơ được tôn làm Hoàng thái hậu, em trai của Thái hậu là Bạc Chiêu được phong làm Chỉ hầu (軹侯), truy tôn phụ thân của Thái hậu làm Linh Văn hầu (靈文侯), mẹ Ngụy Ổn làm Linh Văn phu nhân (靈文夫人). Để củng cố gia cảnh nhà họ Bạc, Bạc Thái hậu tìm cách gả nữ nhân trong gia tộc cho cháu nội bà, con trai Hán Văn Đế là Thái tử Lưu Khải. Do đó, cháu gái Bạc thái hậu là Bạc thị được phong Thái tử phi.
Đương thời Văn Đế, công thần là Chu Bột do có công tôn Hoàng đế lên Đế vị, phong làm Giáng hầu. Tuy nhiên về sau, Chu Bột bị khép tội mưu phản, mà Bạc Thái hậu lại cho rằng ông ta oan uổng. Một hôm, Văn Đế lâm triều, Bạc Thái hậu lấy khăn trùm hướng phía Văn Đế mà ném, nói:"Giáng hầu có công với Hoàng đế, suất lĩnh Bắc quân hơn cả vạn người, giúp Hoàng đế lên ngôi. Khi thế khi đó một lòng vì Hoàng đế, không hề mưu phản, thế mà bây giờ một chuyện nhỏ thì lại khép tội ông ta mưu phản sao?!". Hán Văn Đế hướng đến Thái hậu quỳ nói:"Quan coi ngục đã điều tra xong, lập tức thả ông ta ra ngục". Sau đó, Giáng hầu phục lại chức vị cũng như phong ấp.
Năm Hán Văn Đế hậu nguyên thứ 7 (157 TCN), Thái tử Lưu Khải lên ngôi, sử gọi Hán Cảnh Đế, tôn tổ mẫu Bạc thị làm Thái hoàng thái hậu, bà là vị Thái hoàng thái hậu đầu tiên của lịch sử nhà Hán lẫn Trung Quốc.

## Băng thệ
Năm Hán Cảnh Đế thứ 2 (155 TCN), Thái hoàng thái hậu Bạc thị giá băng, không rõ bao nhiêu tuổi.
Đương thời, Bạc Cơ không được táng cùng lăng mộ với Hán Cao Tổ và Lã hậu là Trường lăng (長陵), mà chỉ táng vào Bạc lăng (薄陵), nằm ở phía Nam của Bá lăng (霸陵) - lăng mộ của con trai bà là Hán Văn Đế. Do đó lăng mộ này còn được gọi là Nam lăng (南陵). Khi đó đích-thứ phân biệt, Bạc Thái hậu không được tôn làm Hoàng hậu, chỉ gọi Văn Đế Thái hậu (文帝太后) hoặc Bạc Thái hậu mà thôi.
Năm Kiến Vũ (56), vào đời cháu nhiều đời của Hán Văn Đế là Hán Quang Vũ Đế Lưu Tú, Bạc phu nhân được tôn làm Cao hoàng hậu (高皇后), được hợp táng cùng Hán Cao Tổ, còn Lã hậu thì phần mộ bị dời ra khỏi Trường lăng.